# Dustin Cook
Dustin Cook, född 11 februari 1989 i Ottawa, är en kanadensisk alpin skidåkare. Han har tävlat i världscupen sedan november 2010. Han har som bäst två tolfteplatser hittills i världscupen, både i Val Gardenas super-G den 20 december 2014 och i Beaver Creeks super-G två veckor tidigare.
Cook vann en silvermedalj i super-G-loppet under världsmästerskapen i Vail/Beaver Creek 2015.

## Meriter
- VM-silver 2015
- Topp-15 tre gånger i världscupen